# Софуто-куриму
Софуто-куриму (яп. ソフトクリーム Софутокури:му) — это распространённый японский десерт, напоминающий мягкое мороженое. Обычно продается в вафельном рожке или трубочке, иногда в пластиковом стаканчике. Для большинства видов основными ингредиентами являются молочные продукты.
По-английски аналогичный продукт называется soft serve, а японское слово софуто-куриму — это японский псевдоанглицизм, васэй-эйго, от английского «soft cream».

## История
В Японии софуто-куриму впервые появилось 3 июля 1951 года, когда американские оккупационные войска в преддверии Дня независимости США устроили карнавал в парке Мэйдзи-дзингу, где начали продажу мягкого мороженого (англ. Soft serve). В честь этого события в 1990 году Японская ассоциация софуто-куриму провозгласила 3 июля официальным днём десерта.

## Виды
Основных видов софуто-куриму три: ванильное, шоколадное и маття (зелёный чай). При этом из-за относительной простоты изготовления существует большое количество других видов, — со вкусом клубники, дыни, ананаса и пр. Софуто-куриму можно купить практически в любом городе Японии, его продают в ресторанах, на улицах в специальных маленьких киосках, которые закрываются на зиму (либо меняют «специализацию» — начинают продавать горячие продукты вместо софуто-куриму), в придорожных станциях, и даже в фаст-фуд ресторанах (например, в McDonald’s).
В Японии чрезвычайно развита сфера туризма, и в каждой префектуре существуют мэйбуцу (яп. 名物) — известные продукты, которыми славится на всю Японию именно эта префектура, и за которыми туристы специально ездят, чтобы полакомиться. Это могут быть фрукты, сладости, лепешки и др. Как правило, из этих продуктов на месте изготавливают софуто-куриму, которое таким образом становится местной достопримечательностью. Например, в префектуре Миэ продается софуто-куриму со вкусом полынных лепешек, и его нельзя поесть ни в какой другой префектуре.
Среди других видов можно отметить следующие: тыква, йогурт, сакура, васаби, грибы, соевый соус, мисо, кунжут, кактус, роза, кальмар, морской ёж и др.

## Изготовление
Для изготовления софуто-куриму используют специальный автомат, который смешивает предварительно заготовленную массу температуры +3 °C с определенным количеством воздуха и быстро замораживает полученную смесь для избежания кристаллизации до температуры −4 °C. Это значительно более высокая температура, чем та, которая используется при изготовлении обычного мороженого (−15 °C), что позволяет вкусовым сосочкам языка лучше чувствовать вкус.